# Pogonosoma ridingsi
Pogonosoma ridingsi là một loài ruồi trong họ Asilidae. Pogonosoma ridingsi được Cresson miêu tả năm 1920.